# Géographie de Chypre

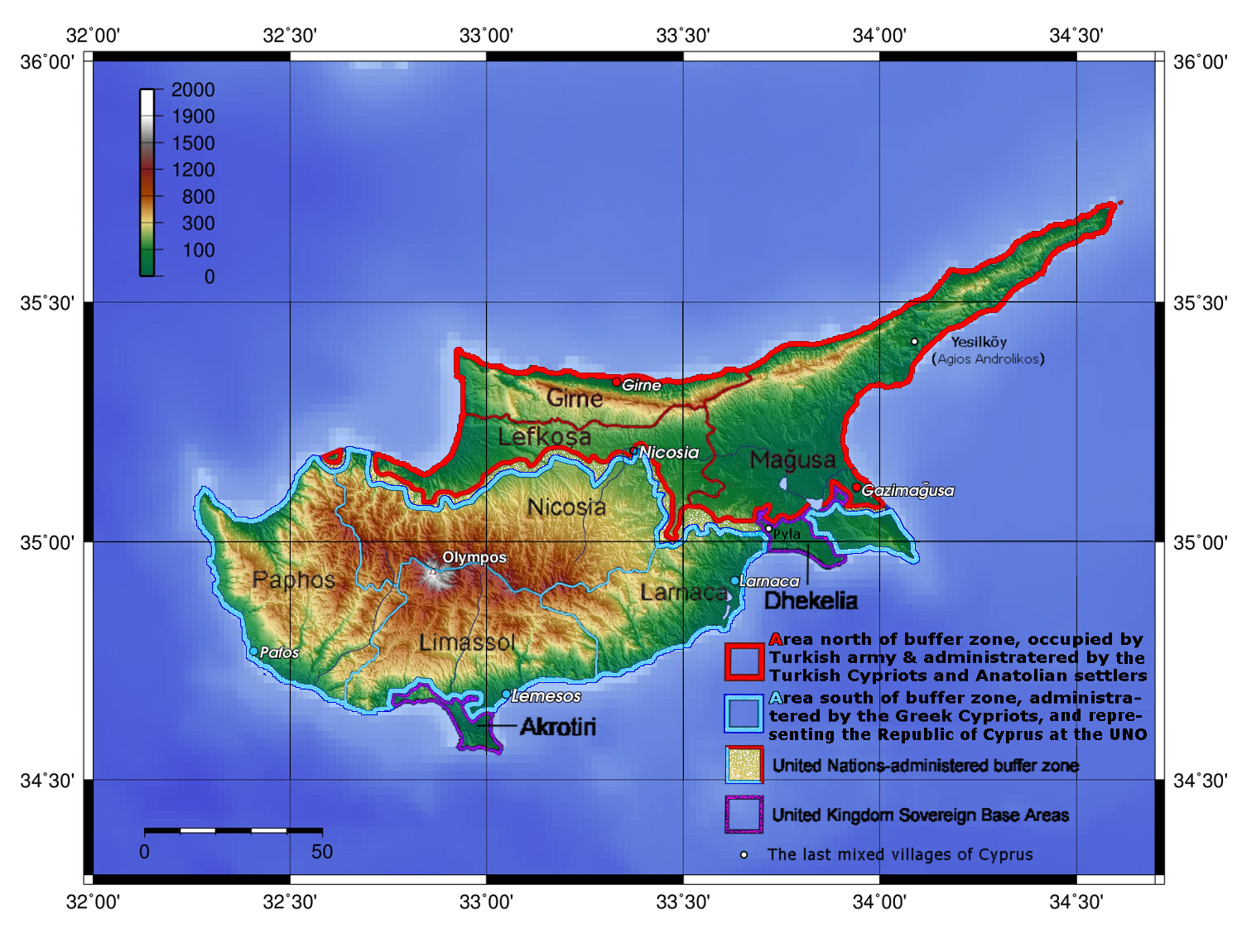
Carte physique et politique de Chypre

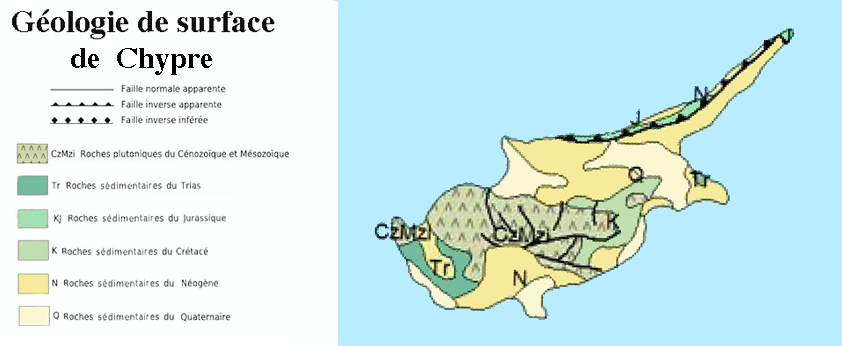
Géologie de Chypre

Située au Proche-Orient, au sud de la Turquie, Chypre est une île de Méditerranée orientale. Néanmoins, d'un point de vue politique et culturel, l'île se rattache davantage à l'Europe, la république de Chypre étant membre des principales institutions de l'union (Union européenne, Conseil de l'Europe, etc.). Cependant, la Chypre du Nord, occupée militairement par la Turquie, présente une culture, une religion et un gouvernement qui la lient à la Turquie et au Moyen-Orient.
L'île se trouve à 69 kilomètres au sud des côtes d'Anatolie et à 104 kilomètres à l'ouest de la Syrie.
Un tiers nord (3 355 km2) de la superficie totale de l'île (9 251 km2) est occupée par les forces militaires turques depuis l'opération Attila menée en 1974.

## Superficie
Chypre est la troisième plus grande île de la mer Méditerranée après la Sicile et la Sardaigne.
À titre de comparaison, sa superficie représente un peu moins du tiers de la Belgique.

## Frontières
Chypre possède une frontière terrestre avec le Royaume-Uni et des frontières maritimes avec la Turquie, la Syrie, le Liban, Israël, l'Égypte et la Grèce.

## Revendications maritimes
Plateau continental : 200 m de profondeur ou jusqu'à la profondeur d'exploitation
Mer territoriale : 12 milles nautiques

## Climat
Le climat chypriote est méditerranéen avec des étés très chauds et très secs et des hivers frais et humides. Chypre est l'île la plus chaude de la Méditerranée et Nicosie est une ville qui connaît des températures particulièrement élevées avec une moyenne annuelle de 20,0 °C. Les hivers sont tempérés (température moyenne en janvier-février 5 à 6 °C pour les minimales et 15−16 °C pour les maximales). Les étés sont presque torrides (température moyenne en juillet 23 °C - 37 °C avec, en moyenne, 79 jours par an où la température atteint ou dépasse 35 °C.) En Europe, seule la ville de Cordoue connaîtrait, en plein cœur de l'été, des températures maximales moyennes de 37 °C, faisant ainsi jeu égal avec Nicosie.

## Relief
Les principales caractéristiques topographiques de Chypre sont deux chaînes de montagnes qui s'étendent de l'est à l'ouest - la chaîne de Kyrenia au Nord (1 024 m) et le massif du Troodos au sud-ouest (1 951 m) - séparées par la plaine de la Mésorée. Chypre n'a pas de fleuves pérennes ou de lacs.

## Géologie
On retrouve une grande variété de paysages, avec les massifs montagneux du Troodos et de Kyrenia qui s’élèvent sous la force tectonique exercée par les plaques africaine et eurasienne ; la presqu'île de Karpassia/Kırpaşa est un rebord de faille. La chaîne Kyrenia est essentiellement calcaire, tandis que la chaîne de Troodos est composée d'une roche métamorphique verte riche en cuivre (ophiolite), et entre les deux la plaine de Mésorée est essentiellement sédimentaire et agricole (datant de l'Holocène).
Le nom de l'île est indissociable des gisements de cuivre exploités dans l'Antiquité : c’est en effet ici que furent exploitées les premières mines de cuivre natif, qui permirent aux civilisations minoenne, mycénienne et phénicienne de prospérer. Elles organisèrent le commerce du métal rouge en Méditerranée, si bien que les Romains l’appelèrent aes cyprium (littéralement « métal de Chypre »), issu du grec ancien Κύπρος désignant l'île elle-même.

## Ressources naturelles
Les principales ressources de l'île sont le cuivre, pyrite, amiante, gypse, bois, sel, marbre et une terre argileuse.

## Utilisation des terres
- Terres cultivées avec renouvellement annuel (ex. champs de céréales) : 10 %
- Cultures permanentes; sans renouvellement (ex. vergers, vignes) : 5 %
- Autres : 85 % (est. 1998)
- Terres irriguées : 400 km2 (est. 1998)

## Risques naturels
Activité sismique modérée ; sécheresse.

## Environnement

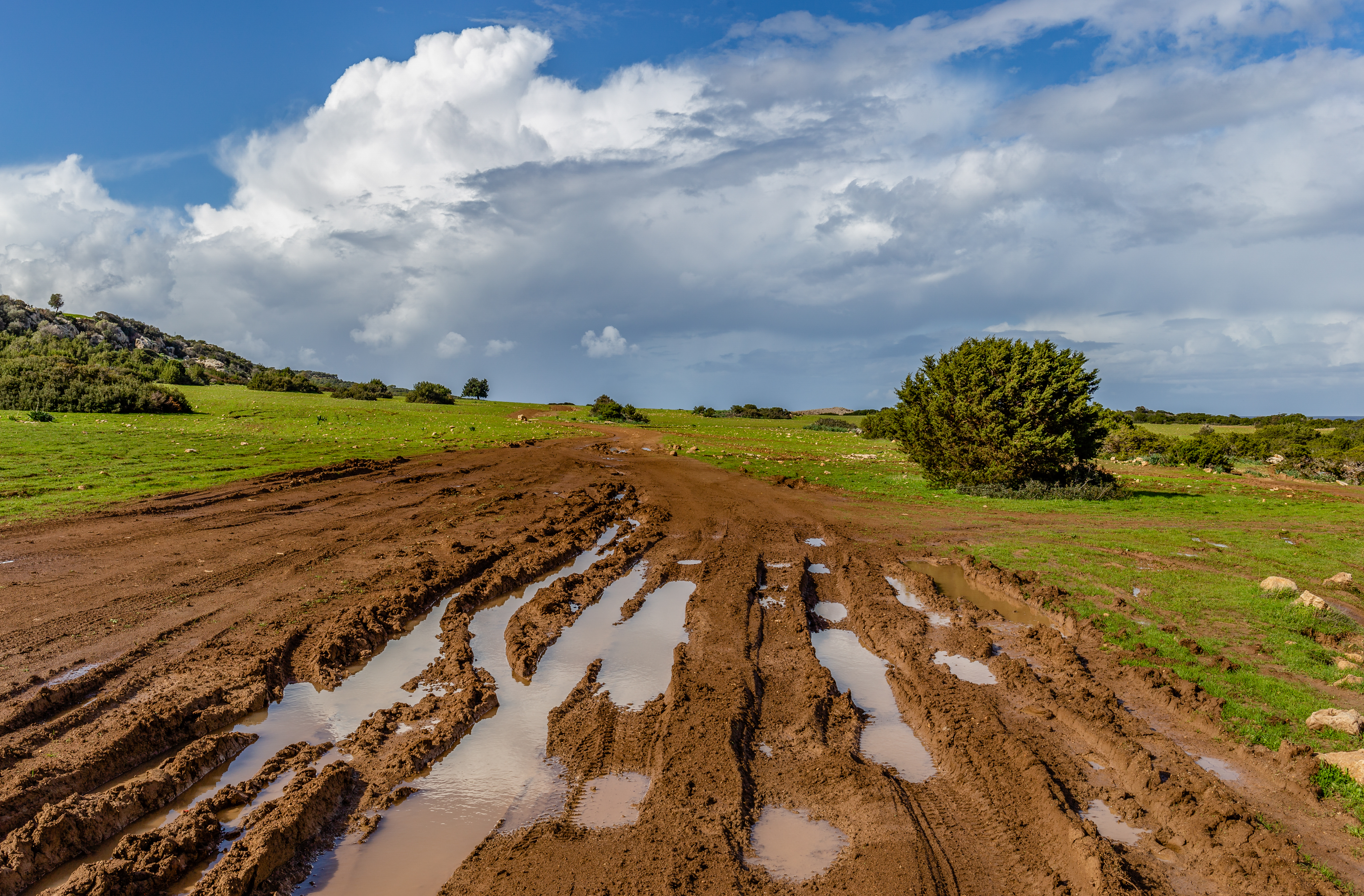
Une route pleine de boue dans la péninsule d'Akamas, Chypre. Février 2019.

Le manque d'eau est un problème récurrent et historique à Chypre, qui ne dispose pas de réserves naturelles, et ne connaît que des pluies irrégulières. Des usines de désalinisation sont utilisées depuis le début du XXIe siècle. En 2022, elles fournissent 70 % de l'eau potable. Les 30 % restants sont puisés dans des nappes phréatiques qui se tarissent, et qui sont détériorées et polluées par les eaux usées, les déchets industriels, ainsi que les intrants chimiques utilisés dans l'agriculture. 
En zone côtière, la nappe d'eau douce est en contact direct avec la nappe d'eau salée plus dense. Le simple fait de trop pomper dans la nappe d'eau douce, ou le défaut d'alimentation d'une nappe à la suite d'une période moins pluvieuse, suffit à permettre à l'eau salée de « polluer » une nappe d'eau douce utilisée comme aquifères pour l'irrigation, la fourniture d'eau industrielle ou d'eau potable, ou surtout conduit au déplacement de l'interface eau salée / eau douce. Le pompage d'eau douce à proximité de la mer met la nappe phréatique en dépression, réduisant sa capacité à équilibrer les pressions de l'eau salée qui devient alors intrusive. Cette situation progresse déjà dans les régions littorales chypriotes.
L'augmentation du niveau de la mer pourrait devenir la source de nouveaux biseaux salés (ou de leur déplacement vers l'intérieur des terres) ;La surexploitation des aquifères et l'élévation du niveau des mers provoquent également une salinisation par biseau salé. La mise en connexion accidentelle d'une nappe salée avec une nappe d'eau douce (via un puits de forage mal étanchéifié par exemple). Ce risque existe aussi en mer avec les forages consécutifs à la découverte de gisement de gaz au large de Chypre.
La plupart des scénarios de réchauffement climatique prévoient une désertification du pourtour méditerranéen, qui frappe déjà Chypre. Les actuelles usines de désalinisation, très énergivores, et dépendant quasi exclusivement d'énergies fossiles importées, sont condamnées à moyen terme par la nécessité de sortir de la dépendance économique aux importations de ces énergies fossiles, très couteuse, et pour limiter les émissions de CO2. 
La consommation d'eau de la population actuelle, très supérieure aux ressources soutenables en eau, est déjà envisagée comme un défi vital dans un monde où l'énergie se raréfie, et où les problèmes de sécheresse deviennent plus aigus.
Chypre connait également des problèmes de dégradations côtières, et de destruction des habitats de la vie sauvage par l'urbanisation.
Accords internationaux
Chypre adhère à :
- La pollution de l'air,
- La biodiversité,
- L'évolution du climat,
- L'évolution du climat - Protocole de Kyoto,
- La désertification,
- Les espèces en voie de disparition,
- La modification de l'environnement,
- les déchets dangereux,
- La loi de la mer,
- Déversement de produits dans la mer,
- L'interdiction des essais nucléaires,
- La protection de la couche d'ozone,
- La pollution par les navires.

Signé, mais non ratifié :
- La pollution de l'air - Polluants organiques persistants.